# Communauté de communes des Bastides Dordogne-Périgord
La communauté de communes des Bastides Dordogne-Périgord est une structure intercommunale française située dans le département de la Dordogne, en région Nouvelle-Aquitaine.

## Histoire
La communauté de communes est créée par l'arrêté no 121284 du préfet de la Dordogne, en date du 23 novembre 2012. Issue de la fusion de cinq communautés de communes : du Bassin Lindois, de Cadouin, Entre Dordogne et Louyre, du Monpaziérois et du Pays beaumontois, elle prend effet le 1er janvier 2013. Ce nouvel ensemble comprend 49 communes sur un territoire de 651,64 km2.
Au 1er janvier 2016, le nombre de communes passe à 46, après la création de la commune nouvelle de Beaumontois en Périgord.
Au 1er janvier 2017, la communauté de communes des Bastides Dordogne-Périgord est rejointe par la commune de Trémolat en provenance de la communauté de communes du Pays vernois et du terroir de la truffe. Son territoire s'agrandit à 665,67 km2.

## Territoire communautaire

### Géographie physique
Située au sud  du département de la Dordogne, la communauté de communes des Bastides Dordogne-Périgord regroupe 47 communes et présente une superficie de 665,7 km2.

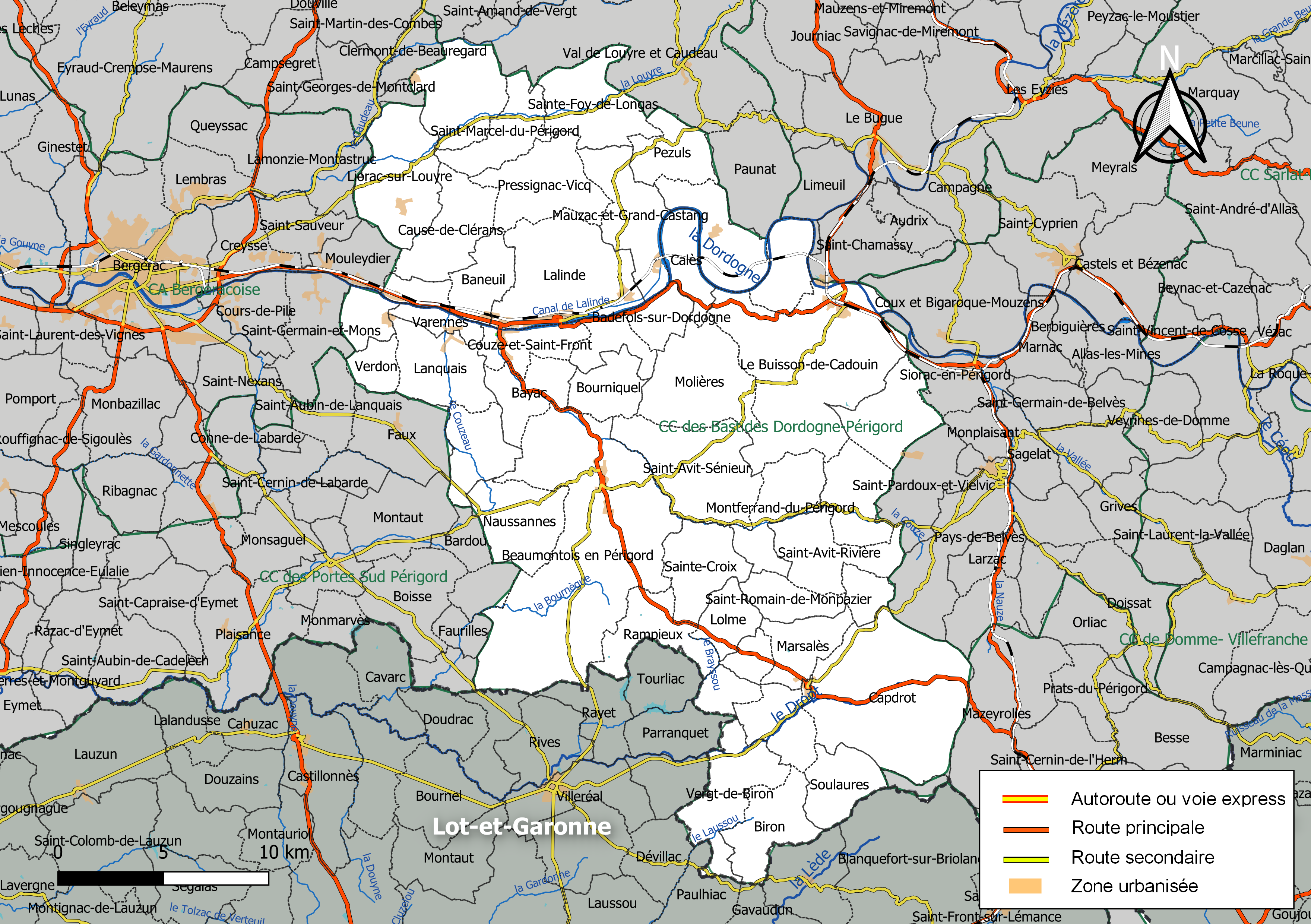
Carte de la communauté de communes des Bastides Dordogne-Périgord au 1er janvier 2019.

### Composition

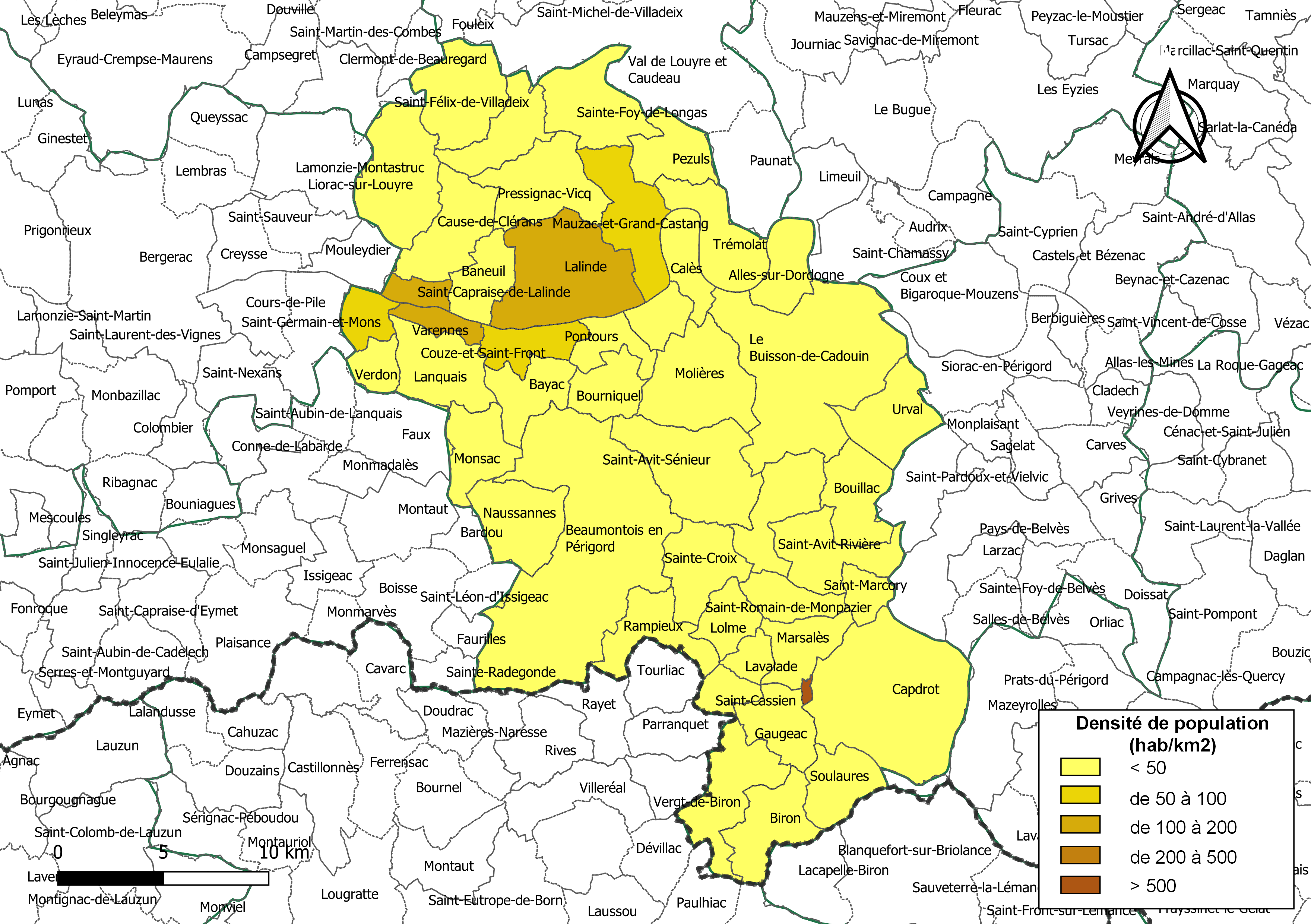
Carte des densités de population (millésimée 2016) des communes de la communauté de communes des Bastides Dordogne-Périgord. Composition en communes au 1er janvier 2019.

La communauté de communes est composée des 47 communes suivantes :

| Nom                       | Code Insee | Gentilé            | Superficie (km2) | Population (dernière pop. légale) | Densité (hab./km2) |
| ------------------------- | ---------- | ------------------ | ---------------- | --------------------------------- | ------------------ |
| Lalinde (siège)           | 24223      | Lindois            | 27,7             | 2 936 (2022)                      | 106                |
| Alles-sur-Dordogne        | 24005      | Allois             | 9,41             | 384 (2022)                        | 41                 |
| Badefols-sur-Dordogne     | 24022      | Badefolois         | 6,06             | 205 (2022)                        | 34                 |
| Baneuil                   | 24023      | Baneuillais        | 8,89             | 316 (2022)                        | 36                 |
| Bayac                     | 24027      | Bayacois           | 10,23            | 356 (2022)                        | 35                 |
| Beaumontois en Périgord   | 24028      |                    | 72,71            | 1 730 (2022)                      | 24                 |
| Biron                     | 24043      | Bironnais          | 12,98            | 146 (2022)                        | 11                 |
| Bouillac                  | 24052      | Bouillacois        | 12,34            | 123 (2022)                        | 10                 |
| Bourniquel                | 24060      | Bourniquelois      | 8,96             | 67 (2022)                         | 7,5                |
| Le Buisson-de-Cadouin     | 24068      | Caduniens          | 50,37            | 1 954 (2022)                      | 39                 |
| Calès                     | 24073      | Calésiens          | 8,02             | 373 (2022)                        | 47                 |
| Capdrot                   | 24080      | Capdrotiens        | 43,72            | 461 (2022)                        | 11                 |
| Cause-de-Clérans          | 24088      | Cléranais          | 14,35            | 336 (2022)                        | 23                 |
| Couze-et-Saint-Front      | 24143      | Couzots            | 8,19             | 715 (2022)                        | 87                 |
| Gaugeac                   | 24195      | Gaujacois          | 10,17            | 107 (2022)                        | 11                 |
| Lanquais                  | 24228      | Lanquaisiens       | 14,48            | 501 (2022)                        | 35                 |
| Lavalade                  | 24231      | Lavaladois         | 3,95             | 105 (2022)                        | 27                 |
| Liorac-sur-Louyre         | 24242      | Lioracois          | 20,27            | 260 (2022)                        | 13                 |
| Lolme                     | 24244      | Lolmois            | 6,92             | 191 (2022)                        | 28                 |
| Marsalès                  | 24257      | Marsalesois        | 9,43             | 225 (2022)                        | 24                 |
| Mauzac-et-Grand-Castang   | 24260      | Mauzacois          | 15,85            | 876 (2022)                        | 55                 |
| Molières                  | 24273      | Moliérains         | 21,22            | 352 (2022)                        | 17                 |
| Monpazier                 | 24280      | Monpaziérois       | 0,53             | 442 (2022)                        | 834                |
| Monsac                    | 24281      | Monsacois          | 10,74            | 178 (2022)                        | 17                 |
| Montferrand-du-Périgord   | 24290      | Montferrandais     | 13,1             | 155 (2022)                        | 12                 |
| Naussannes                | 24307      | Naussannais        | 14,82            | 236 (2022)                        | 16                 |
| Pezuls                    | 24327      | Pezulois           | 10,38            | 118 (2022)                        | 11                 |
| Pontours                  | 24334      | Pontourois         | 6,69             | 208 (2022)                        | 31                 |
| Pressignac-Vicq           | 24338      | Pressignaco-Vicois | 17,06            | 454 (2022)                        | 27                 |
| Rampieux                  | 24347      | Rampieusois        | 11,82            | 139 (2022)                        | 12                 |
| Saint-Agne                | 24361      | Agnolais           | 5,87             | 443 (2022)                        | 75                 |
| Saint-Avit-Rivière        | 24378      |                    | 14               | 89 (2022)                         | 6,4                |
| Saint-Avit-Sénieur        | 24379      | Saint-Avitois      | 23,4             | 416 (2022)                        | 18                 |
| Saint-Capraise-de-Lalinde | 24382      | Capraisiens        | 3,83             | 526 (2022)                        | 137                |
| Saint-Cassien             | 24384      | Saint-Cassinois    | 4,72             | 32 (2022)                         | 6,8                |
| Saint-Félix-de-Villadeix  | 24405      | Saint-Féliciens    | 16,88            | 319 (2022)                        | 19                 |
| Saint-Marcel-du-Périgord  | 24445      | Saint-Marcelois    | 11,46            | 138 (2022)                        | 12                 |
| Saint-Marcory             | 24446      |                    | 4,76             | 54 (2022)                         | 11                 |
| Saint-Romain-de-Monpazier | 24495      |                    | 7,48             | 108 (2022)                        | 14                 |
| Sainte-Croix              | 24393      |                    | 12,87            | 85 (2022)                         | 6,6                |
| Sainte-Foy-de-Longas      | 24407      |                    | 16,18            | 244 (2022)                        | 15                 |
| Soulaures                 | 24542      | Soulaurais         | 10,28            | 70 (2022)                         | 6,8                |
| Trémolat                  | 24558      | Trémolacois        | 14,03            | 629 (2022)                        | 45                 |
| Urval                     | 24560      | Urvalais           | 13,38            | 115 (2022)                        | 8,6                |
| Varennes                  | 24566      | Varennois          | 4,05             | 460 (2022)                        | 114                |
| Verdon                    | 24570      | Verdonais          | 4,95             | 36 (2022)                         | 7,3                |
| Vergt-de-Biron            | 24572      | Vernois            | 16,17            | 188 (2022)                        | 12                 |

### Démographie
Le tableau et le graphique ci-dessous correspondent au périmètre actuel de la communauté de communes des Bastides Dordogne-Périgord, qui n'a été créée qu'en 2013.
| 1968   | 1975   | 1982   | 1990   | 1999   | 2008   | 2013   | 2019   |
| ------ | ------ | ------ | ------ | ------ | ------ | ------ | ------ |
| 18 849 | 18 063 | 17 874 | 18 391 | 18 425 | 19 130 | 19 223 | 18 642 |

## Administration

### Siège
Le siège de la communauté de communes est situé à Lalinde.

### Les élus
Après la création au 1er janvier 2016 de la commune nouvelle de Beaumontois en Périgord, le nombre de délégués siégeant au conseil communautaire est le suivant : quarante-quatre communes disposent d'un seul siège. Les cinq autres en ont plus (deux pour Couze-et-Saint-Front et Mauzac-et-Grand-Castang, cinq pour Beaumontois en Périgord, six pour Le Buisson-de-Cadouin et huit pour Lalinde), ce qui fait un total de 64 conseillers communautaires.
Au renouvellement des conseils municipaux de mars 2020, le conseil communautaire de la communauté de communes se compose de 64 délégués représentant chacune des communes membres et élus pour une durée de six ans.
Ils sont répartis comme suit :
| Nombre de délégués | Communes                                       |
| ------------------ | ---------------------------------------------- |
| 8                  | Lalinde                                        |
| 5                  | Beaumontois en Périgord, Le Buisson-de-Cadouin |
| 2                  | Couze-et-Saint-Front, Mauzac-et-Grand-Castang  |
| 1                  | chacune des 42 autres communes                 |

### Présidence
| Période                                  | Période      | Identité           | Étiquette | Qualité                                                     |
| ---------------------------------------- | ------------ | ------------------ | --------- | ----------------------------------------------------------- |
| Les données manquantes sont à compléter. |              |                    |           |                                                             |
| janvier 2013                             | avril 2014   | Pierre-Alain Péris | PS        | Maire de Lalinde (2001-2014)                                |
| avril 2014                               | juillet 2020 | Christian Estor    | DVG       | Adjoint au maire de Lalinde (2008-2020)                     |
| juillet 2020                             | En cours     | Jean-Marc Gouin    | DVD       | 1er adjoint de la maire du Buisson-de-Cadouin (depuis 2020) |

### Régime fiscal et budget
Le régime fiscal de la communauté de communes est la fiscalité professionnelle unique (FPU).